# SSヴィルトゥス・ランチャーノ1924
SSヴィルトゥス・ランチャーノ1924（Società Sportiva Virtus Lanciano 1924）は、イタリア・アブルッツォ州ランチャーノに本拠地を置くサッカークラブ。現在はユースのみが活動している。

## 歴史
1919年にPolisportiva Virtus Lancianoとして創立。1990年代にはAssociazione Calcio Lanciano 90を名乗っていた時期もあった。
2012-13シーズンはクラブ史上初のセリエB昇格を果たした。2015-16シーズンまでセリエBに所属した。2015-16シーズンの残留プレーアウトで敗退し降格が決定していたがプレーアウト後に破産、その後トップチームはレガプロへの登録も撤回しユースのみ活動している。
同年、近隣の小クラブASDマルチャネーゼがASDランチャーノ・カルチョ1920と改名し後継クラブを称している。

## タイトル

### 国内タイトル
- スクデット・ディレッタンティ：1回
  - 1998-99

### 国際タイトル
なし

## 過去の成績
- 2001-02 セリエC1・ジローネB 5位
- 2002-03 セリエC1・ジローネB 7位
- 2003-04 セリエC1・ジローネB 6位
- 2004-05 セリエC1・ジローネB 7位
- 2005-06 セリエC1・ジローネB 12位
- 2006-07 セリエC1・ジローネB 13位
- 2007-08 セリエC1・ジローネB 16位
- 2008-09 レガ・プロ・プリマ・ディヴィジオーネ・ジローネB 14位
- 2009-10 レガ・プロ・プリマ・ディヴィジオーネ・ジローネB 9位
- 2010-11 レガ・プロ・プリマ・ディヴィジオーネ・ジローネB 8位
- 2011-12 レガ・プロ・プリマ・ディヴィジオーネ・ジローネB 4位 プレイオフによりセリエB昇格
- 2012-13 セリエB 18位
- 2013-14 セリエB 10位
- 2014-15 セリエB 14位
- 2015-16 セリエB 19位

## 歴代監督
- マウリツィオ・ペッレグリーノ 2004-2005
- フランチェスコ・モリエーロ 2007-2008
- エウゼビオ・ディ・フランチェスコ 2008-2009
- カルミネ・ガウティエリ 2011-2013
- ペドロ・パスクリ 2022

## 歴代所属選手

### DF
- サルヴァトーレ・ボッケッティ 2005-2006
- ドラゼン・ボリッチ 2005-2010

### MF
- アドリアーノ・フェレイラ・ピント 2002-2004

### FW
- レオナルド・パヴォレッティ 2011-2012
- フェデリコ・ディ・フランチェスコ 2015-2016